# San Pedro de Ceque
San Pedro de Ceque ist ein nordwestspanischer Ort und eine Gemeinde (municipio) mit nur noch 421 Einwohnern (Stand: 2024) im Süden der Provinz Zamora in der Autonomen Gemeinschaft Kastilien-León. 

## Lage und Klima
San Pedro de Ceque liegt am westlichen Rand der Kastilischen Hochebene (Meseta Iberica) in einer Höhe von ca. 760 m. Die Provinzhauptstadt Zamora ist gut 60 Kilometer (Fahrtstrecke) in südsüdöstlicher Richtung entfernt. 
Das gemäßigte Kontinentalklima wird nur selten vom Atlantik beeinflusst.

## Bevölkerungsentwicklung
| Jahr      | 1970 | 1981 | 1991 | 2001 | 2011 | 2021 |
| Einwohner | 871  | 681  | 734  | 693  | 577  | 437  |

## Sehenswürdigkeiten

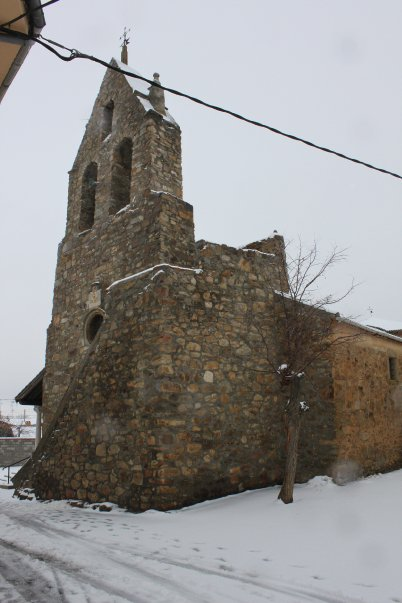
Peterskirche

- Peterskirche